# Guillaume Parvy
Guillaume Parvy (Montivilliers, 1470 circa – Senlis, 1536) è stato un vescovo cattolico e umanista francese.

## Biografia
Religioso appartenuto all'Ordine dei frati predicatori, o domenicani, fu confessore dei re Luigi XII e Francesco I di Francia, predicatore a corte, inquisitore, vescovo di Troyes (1516) e di Senlis dal 1528 alla morte. Fu anche uno dei fondatori del Collège de France e realizzò il primo inventario della biblioteca del re nel 1518, divenuta poi Biblioteca nazionale di Francia.